# ایرانرود

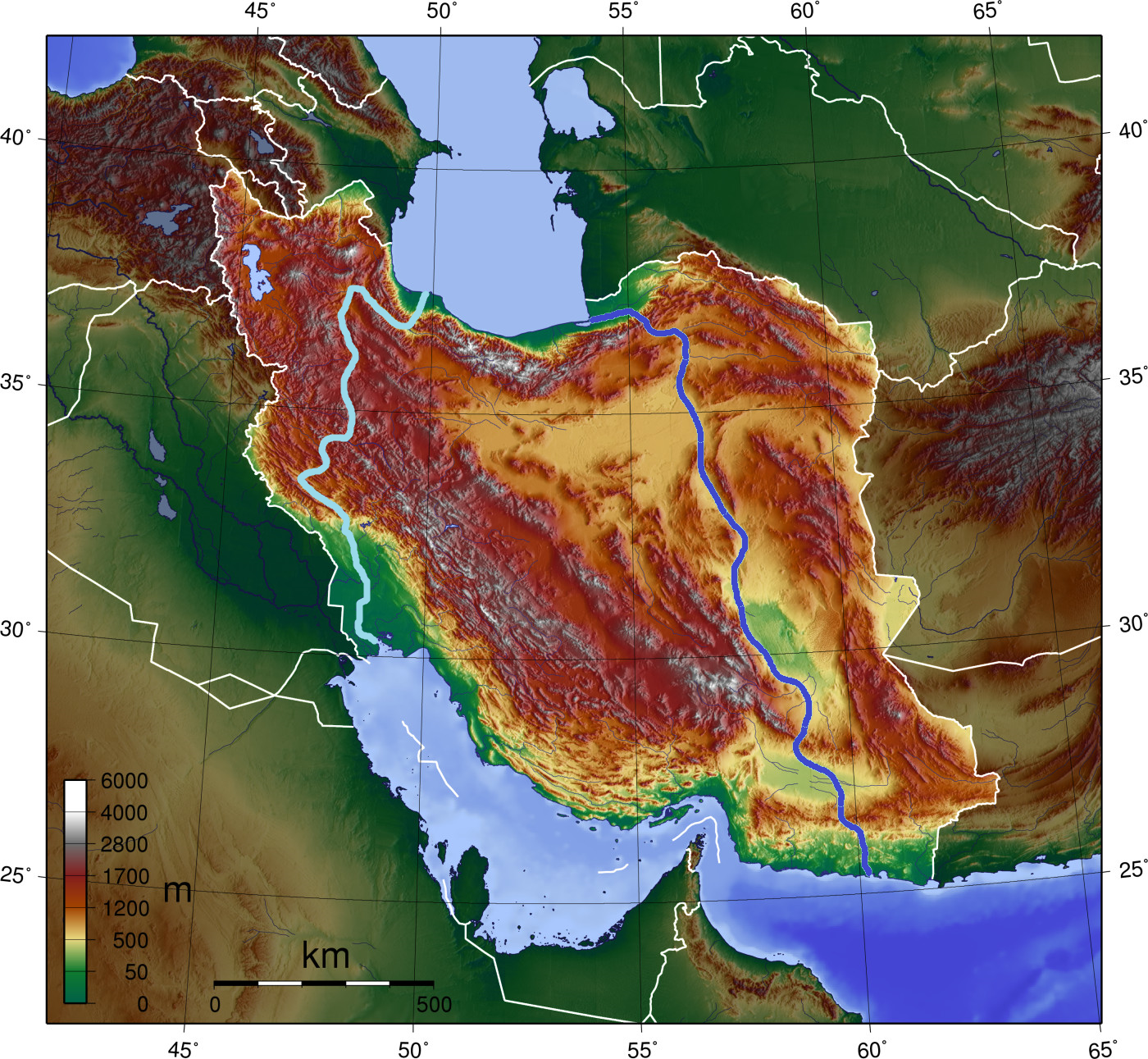
دو مسیر پیشنهادی ایران‌رود: مسیر غربی (خلیج فارس) و مسیر شرقی (دریای عمان)

ایرانرود طرح ساختی به‌منظور اتصال دریای کاسپین (مازندران) در شمال ایران به جنوب ایران در خلیج فارس است. که نخستین بار به صورت یک طرح فنی منسجم در سال ۱۳۴۵ هومان فرزاد آن را مطرح کرد (پیش از آن، حداقل از زمان ناصرالدین شاه قاجار، این ایده در میان برخی نخبگان ایرانی مطرح بود). کارشناسان طرح‌هایی برای ساخت این کانال از مسیرهای مختلف ارائه کرده‌اند.
ساخت کانالی بن‌بست از دریای خزر به کویر لوت (کانال لوت) نیز مطرح شده است. هم‌چنین برخی کارشناسان از متصل کردن دریای خزر به دریاچهٔ ارومیه دفاع می‌کنند. همچنین حکومت منحل‌شدهٔ شوروی نیز به دلیل وابستگی به مسیر طولانی دریایی، که از تنگه‌های بسفر و داردانل و کانال آبی سوئز، که تحت کنترل کشورهای ترکیه و مصر (متحدان آمریکا) بود، به‌منظور تماس از طریق دریا با کشورهایی همچون چین و هند، به ساخت این طرح، علاقه‌مند بود. این طرح اگرچه تاکنون به‌طور رسمی مطرح نشده است، اما مخالفان و موافقانی دارد.
موافقان به درآمدهایی از انتقال نفت، گاز، محصولات پتروشیمی و سایر کالاها از آسیای میانه به خلیج فارس، و تغییر، و بهبود آب و هوای ایران بر اثر ریزش‌های ناشی از تبخیر آب کانال و جلوگیری از ادامهٔ روند کویری شدن ایران، کاهش شدید هزینه‌های ناشی از حمل و نقل داخلی کالا، گسترش شیلات در حاشیهٔ کانال و قابل استفاده کردن بخش‌های از زمین‌های کویری ایران و همچنین به دست یابی به یک توانایی ژئوپلتیکی خاص اشاره می‌کنند.
مخالفان نیز به غیر عملی بودن این طرح با توجه به اختلاف سطح آب دریای خزر نسبت به آب‌های آزاد، عدم سود سرزمین شمالی کشور از این طرح، زیر آب رفتن زمین‌های شمال کشور، مشکلات عبور از رشته‌کوه‌های البرز، خطر شور شدن منابع آب شیرین و فاجعهٔ زیست‌محیطی و … اشاره می‌کنند. از دید مخلفان، مخالفت با پروژه انتقال آب، که قرار است در یکی از خشک‌ترین و گرمترین مناطق جهان و در کویر وسیع آن اجرا گردد، قابل توجیه نیست.

## پیشینه باستان اقلیم‌شناسی
دو چاله «دشت لوت» و «دشت کویر» در گذشته‌های نه چندان دور (حدود ۱۵۰۰ تا ۲۰۰۰ سال پیش) میزبان دریاچه‌هایی در مرکز فلات ایران بوده‌اند. دریاچه نمک، حوض سلطان و دریاچه جوان شهداد، نشانه‌هایی زنده از همین سابقه هیدورولوژیک هستند.
ناحیه دشت حد فاصل قم تا تهران در گذشته از آب و هوای مرطوب تری نسبت به حال حاضر برخوردار بوده است و طبق یک نظریه ارائه شده، دریاچه باستانی ری (یا همان دریاچه ساوه یا کیخسرو) در حوالی ۲۰۰۰ تا ۱۵۰۰ سال پیش در نواحی ورامین، ری، قم و ساوه دارای خط ساحلی بوده است.
منابع کهن از وجود ساحل دریاچه در اطراف یزد باستان خبر داده‌اند.
اینکه منبع طبیعی تأمین آب این دریاچه‌های باستانی از کدام طریق بوده است، مسئله ای هنوز در حال تحقیق و بررسی است. در این زمینه، ۳ احتمال زیر مطرح گردیده است:
۱- از طریق رودهای جاری از ارتفاعات البرز و زاگرس به سمت فلات مرکزی ایران.
۲- از طریق باران‌های موسمی و شدید که در اقلیم باستانی ایران رخ می‌داده است (مانند تجربه تشکیل دریاچه جوان شهداد در سال ۱۳۹۸)
۳- از طریق مسیر باستانی رودخانه ای از ارتفاعات افغانستان. شاخابه ای باستانی از سرشاخه‌های آمودریا و جیحون که به سمت غرب و دره‌های منتهی به فلات ایران جاری می‌شده است و سپس به دلیل تغییر طبیعی جریان و مسیرها و همچنین کاهش حجم آب در سرشاخه‌های ارتفاعات افغانستان، شاهد خشک شدن تدریجی این دو دریاچه در حوالی ۲۰۰۰ تا ۱۵۰۰ سال پیش بودیم. رودهای هریرود و تجن در خراسان و همچنین رود هیرمند و دریاچه هامون، نشانه ای هنوز زنده از تأثیر آورده ارتفاعات افغانستان بر هیدرولوژی فلات ایران است.

## تاریخچه
این ایده به صورت کلی حداقل از زمان ناصرالدین شاه قاجار مطرح بود. نخستین طرح منسجم فنی توسط هومان فرزاد در سال ۱۳۴۵ نوشته شده که وی این طرح را به سازمان پژوهش‌های علمی کشور ارائه داد. بر اساس این طرح باید میان دریای خزر و خلیج فارس دریاچه‌هایی ایجاد شود تا این دو دریا به هم متصل بشوند. در این ارتباط سه نقطهٔ پست در ایران شامل چالهٔ جازموریان، دشت لوت و دیگری هم دشت کویر در نظر گرفته شد.
سال‌ها بعد طرح دیگری هم توسط مسعود قمی به میرحسین موسوی نخست‌وزیر وقت ارائه شد.
ساخت این کانال در دوران دولت هاشمی رفسنجانی و محمد خاتمی نیز بررسی شد. مرکز پژوهش‌های مجلس نیز ساخت این کانال را بررسی کرده است.
سپس محمود شاهبداغی، با استفاده از مدلسازی کامپیوتری از آخرین نقشه‌های ناسا، ضمن اثبات محصور بودن سه دشت جازموریان، لوت و دشت کویر طرح ایجاد سه دریاچه را با استفاده از حفر ۱۲۶ کیلومتر تونل در شمال و جنوب جازموریان و پمپاژ آب در دو مرحله به ارتفاع ۵۰۰ متر به کویر لوت و ایجاد یک کانال ۲۱ کیلومتری جهت انتقال آب به دشت کویر عملاً مسئولان و مخالفان این پروژه را به چالش دعوت کرد.
همزمان پیمان عابدی نیز در کتاب بررسی اثرات طرح ایرانرود در بهبود موقعیت راهبردی ایران که نخستین کار پژوهشی از منظر استراتژیک به این آبراه است، نیز یکی دیگر از طرح‌های پیشنهادی پیرامون پروژهٔ ایران‌رود را با نام آبراه تمدن خلیج فارس مطرح کرده است که طی آن یک شبکهٔ رودخانه‌ای از دریای عمان تا دریای خزر تقریباً تمام مراکز و شهرهای مهم استان‌های کشور را در بر می‌گیرد؛ وی در پیام خود که در ارتباط با طرح خود در ابتدای کتابی که جهت معرفی این طرح منتشر کرده می‌آورد: در کنار ارائهٔ مسیر نو آبراه ایران‌رود و اتصال مراکز استان‌ها و آب‌های آزاد، پیشنهاد می‌گردد که ضمن اجرایی شدن این طرح کلان در جمهوری اسلامی ایران و دستیابی به موقعیت و جایگاه راهبردی ویژه در سطح جهانی، این آبراه را به عنوان شاخص تمدن ایران نوین و با نام آبراه تمدن خلیج فارس به جهانیان معرفی نموده است.

## بررسی طرحهای شاخص

### هومان فرزاد
اولین طرح توسط هومان فرزاد در سال ۱۳۴۵ نوشته شده که وی این طرح را به سازمان پژوهش‌های علمی کشور ارائه داد. بر اساس این طرح باید بین دریای خزر و خلیج فارس دریاچه‌هایی ایجاد شود تا این دو دریا به هم متصل بشوند. در این ارتباط سه نقطه پست در ایران شامل چاله جازموریان، دشت لوت و دیگری هم دشت کویر در نظر گرفته شد.

#### محاسن
- دربرگرفتن تمام استانهای کویری و خشک مرکز کشور
- ایجاد بندرها متعدد به همراه سواحل طولانی در ۷ استان کویری
- گسترش صنایع حمل و نقل دریایی، کشتی‌سازی، ماهی‌گیری و گردشگری
- ایجاد چرخه آب در طول کانال و اتصال دریاچه‌ها به آبهای آزاد
- تغییر اقلیم منطقه از گرم و خشک به معتدل و مرطوب
- احیاء اکوسیستم مخصوص مناطق نیمه استوایی
- گسترش صنایع فولاد و کاشی و سرامیک در طول کانال
- امکان احداث مراکز آب شیرین کن در طول مسیر کانال
- احیاء زمینهای حاصلخیز اطراف طرح به وسیله رطوبت حاصل از تبخیر آب دریاچه‌ها
- پیش‌بینی طرح برای چگونگی خروج آبهای راکد سه دریاچه ایجاد شده
- کنترل شنهای روان واقع در دشت کویر و کویر لوت
- جلوگیری از روند افزاینده بیابان‌زایی جازموریان و کویر لوت و دشت کویر
- جلوگیری از روند مهاجرت شهرهای حاشیه کویر به شهرهای بزرگ و خوش آب و هوا
- حفظ فرهنگ و تاریخ و آداب و رسوم و اقتصاد و زبان مناطق مرکزی ایران
- تمرکز زدایی از سواحل شمالی و جنوبی در تعطیلات تابستانی و نوروز

#### معایب
- عدم بهره‌مندی مناطق غربی و شمال شرق کشور از مزایای طرح
- زمانبری بالای احداث پروژه با ارائه پیشنهاد حفر حدود ۵ هزار کیلومتر کانال در طرح
- عدم پیش‌بینی جهت اتصال طرح به آبهای دریای خزر
- عدم برنامه مناسب جهت خروج رسوبات دریایی و معضل افزایش شوری آب در دشتهای نمکی
- ارائه طرح بدون ارائه راه حل جهت اختلاف سطح آب‌های آزاد با مناطق مرکزی و شمالی پروژه

### مسعود قمی
طرح دیگری هم توسط مسعود قمی به میر حسین موسوی نخست‌وزیر وقت ارائه شد. ساخت این کانال در دوران دولت هاشمی رفسنجانی و محمد خاتمی نیز بررسی شد. مرکز پژوهش‌های مجلس نیز ساخت این کانال را بررسی کرده است. هم‌اکنون بدیع بدیع الزمانی در آمریکا به همراه برخی کارشناسان ایرانی دیگر پیگیر ساخت این طرح هستند و پروژه‌ای با نام «ایرانرود» (Iranrood) نیز آماده کرده‌اند.

#### محاسن
- گسترش صنایع حمل و نقل دریایی، کشتی سازی، ماهیگیری و گردشگری در طول کانال
- اتصال کشورهای حاشیه دریای خزر به آب‌های آزاد بین‌المللی و افزایش قدرت منطقه ای و بین‌المللی کشور
- ایجاد کانال بین‌المللی ترانزیت کالا و مسافر
- گسترش صنایع فولاد و کاشی و سرامیک در طول کانال
- امکان احداث مراکز آب شیرین کن در طول مسیر کانال
- ایجاد امکان مناسب جهت احیاء دریاچه ارومیه

#### معایب
- زمانبری بالای احداث پروژه با ارائه حدود ۱۴۰۰ کیلومتر کانال در طرح
- حجم عظیم خاکبرداری و حفر کانال در دل رشته کوه زاگرس و عبور از رشته کوه البرز
- مصرف بالای انرژی جهت پمپاژ حجم نجومی آب به ارتفاع ۱۰۰۰ متر در لاک‌های مسیر
- عدم بهره‌مندی مناطق شرقی و مرکزی کشور که بحران اصلی آب و خشکسالی کشور را دارند

### محمود شاهبداغی
محمود شاهبداغی، با استفاده از مدلسازی کامپیوتری از آخرین نقشه‌های ناسا، ضمن اثبات محصور بودن سه دشت جازموریان، لوت و دشت کویر طرح ایجاد سه دریاچه را با استفاده از حفر ۱۲۶ کیلومتر تونل در شمال و جنوب جازموریان و پمپاژ آب در دو مرحله به ارتفاع ۵۰۰ متر به کویر لوت و ایجاد یک کانال ۲۱ کیلومتری جهت انتقال آب به دشت کویر عملاً مسئولان و مخالفان این پروژه را به چالش دعوت کرد

#### محاسن
- دربرگرفتن تمام استانهای کویری و خشک مرکز کشور
- زمان کوتاهتر نسبت به سایر پیشنهادها به خاطر حفر تنها ۱۲۶ کیلومتر تونل و ۲۱ کیلومتر کانال
- ایجاد بندرها متعدد به همراه سواحل طولانی در ۹ استان و ۳۵ شهرستان کویری
- گسترش صنایع حمل و نقل دریایی، کشتی‌سازی، ماهی‌گیری و گردشگری
- تغییر اقلیم منطقه از گرم و خشک به معتدل و مرطوب
- گسترش صنایع فولاد و کاشی و سرامیک در طول سواحل
- امکان احداث مراکز آب شیرین کن در طول سواحل
- احیاء اکوسیستم مخصوص مناطق نیمه استوایی
- احیاء زمینهای حاصلخیز اطراف طرح به وسیله رطوبت حاصل از تبخیر آب دریاچه‌ها
- کنترل شنهای روان واقع در دشت کویر و کویر لوت
- جلوگیری از روند افزاینده بیابان‌زایی جازموریان و کویر لوت و دشت کویر
- جلوگیری از روند مهاجرت شهرهای حاشیه کویر به شهرهای بزرگ و خوش آب و هوا
- حفظ فرهنگ و تاریخ و آداب و رسوم و اقتصاد و زبان مناطق مرکزی ایران
- تمرکز زدایی از سواحل شمالی و جنوبی در تعطیلات تابستانی و نوروز

#### معایب
- در هشت سال اخیر آب دریای مازندران ۳۰ سانتی‌متر پایین‌تر رفته، تالاب‌ها خشک شده‌اند، خلیج گرگان با مشکلات زیست‌محیطی زیادی روبه‌رو است
- عدم پیش‌بینی برای ایجاد چرخه آب و جلوگیری از راکد شدن دریاچه‌ها
- مصرف بالای انرژی جهت پمپاژ حجم نجومی آب به ارتفاع ۱۰۰۰ متر
- عدم بهره‌مندی مناطق غربی و شمال شرق کشور
- عدم پیش‌بینی طرح جهت اتصال مناسب به آبهای دریای خزر
- عدم پیش‌بینی طرح برای چگونگی خروج آبهای راکد سه دریاچه ایجاد شده
- عدم برنامه مناسب جهت خروج رسوبات دریایی و معضل افزایش شوری آب در دشتهای نمکی

### پیمان عابدی
پیمان عابدی در کتاب «بررسی اثرات طرح ایرانرود در بهبود موقعیت راهبردی ایران» که نخستین کار پژوهشی از منظر استراتژیک به این آبراه است، نیز یکی دیگر از طرحهای پیشنهادی پیرامون پروژه ایران رود را با نام آبراه تمدن خلیج فارس مطرح کرده است که طی آن یک شبکه رودخانه ای از دریای عمان تا دریای خزر تقریباً تمام مراکز و شهرهای مهم استانهای کشور را در بر می‌گیرد وی در پیام خود که در ارتباط با طرح خود در ابتدای کتابی که جهت معرفی این طرح منتشر کرده می‌آورد: در کنار ارائه مسیر جدید آبراه ایران رود و اتصال مراکز استانها و آبهای آزاد، پیشنهاد می‌گردد که ضمن اجرایی شدن این طرح کلان در جمهوری اسلامی ایران و دستیابی به موقعیت و جایگاه راهبردی ویژه در سطح بین‌الملل، این آبراه را به عنوان شاخص تمدن ایران نوین و با نام آبراه تمدن خلیج فارس به جهانیان معرفی نموده است

#### محاسن
- دربرگرفتن تمام استانهای کویری و خشک مرکز کشور و اغلب مراکز استانها و شهرهای مهم شرقی و مرکزی کشور
- ایجاد بندرها متعدد در ۱۵ استان کشور
- ایجاد کانال بین‌المللی ترانزیت کالا و مسافر
- اتصال کشورهای حاشیه دریای خزر به آب‌های آزاد بین‌المللی و افزایش قدرت منطقه ای و بین‌المللی کشور
- گسترش صنایع حمل و نقل دریایی، کشتی‌سازی، ماهی‌گیری و گردشگری
- اتصال ۹ استان از طریق حمل و نقل ارزان دریایی
- تغییر اقلیم منطقه از گرم و خشک به معتدل و مرطوب
- احیاء اکوسیستم مخصوص مناطق نیمه استوایی
- گسترش صنایع فولاد و کاشی و سرامیک در طول کانال
- امکان احداث مراکز آب شیرین کن در طول مسیر کانال
- امکان ادامه شبکه به کشورهای همسایه شرقی
- احیاء زمینهای حاصلخیز اطراف دریاچه‌ها به وسیله رطوبت حاصل از تبخیر آب دریاچه‌ها
- کنترل شنهای روان واقع در دشت کویر و کویر لوت
- جلوگیری از روند افزاینده بیابان‌زایی جازموریان و کویر لوت و دشت کویر
- جلوگیری از روند مهاجرت شهرهای حاشیه کویر به شهرهای بزرگ و خوش آب و هوا
- حفظ فرهنگ و تاریخ و آداب و رسوم و اقتصاد و زبان مناطق مرکزی ایران
- تمرکز زدایی از سواحل شمالی و جنوبی در تعطیلات تابستانی و نوروز

#### معایب
- زمانبری بالای احداث پروژه با ارائه پیشنهاد حفر حدود ۱۲ هزار کیلومتر کانال در طرح
- عدم پیش‌بینی برای ایجاد چرخش آب و جلوگیری از راکد شدن آب در کانال‌ها
- امکان نفوذ تدریجی حجم عظیمی از آبهای شور اقیانوسی به دشتهای حاصلخیز به لحاظ ایجاد شبکه گسترده و بن‌بست
- مصرف بالای انرژی جهت پمپاژ حجم نجومی آب به ارتفاع ۱۰۰۰ متر در طول کانالها
- عدم بهره‌مندی مناطق غربی کشور از مزایای طرح
- عدم پیش‌بینی طرح برای چگونگی خروج آبهای راکد
- عدم ارائه برنامه مناسب جهت خروج رسوبات دریایی و معضل افزایش شوری آب در دشتهای نمکی

## مشخصات
۱. بر پایهٔ بررسی‌های جغرافیائی و زمین‌شناسی، سرآغاز مسیر از خلیج کوچک واقع در باختر خلیج چابهار به سوی شمال آغاز و پس از گذشتن از کنار شهر بم، کویر لوت را گذرانده، از کنار کویر نمک و شهر طبس به سوی شمال عبور نموده در حوالی ۱۳۰ کیلومتری خاور شاهرود به سوی شمال باختری متمایل شده و پس از گذشتن از کنار گرگان به بندر ترکمن در دریای خزر می‌رسد.
۲. آغاز مسیر از بهمنشیر و کارون و خورموسی به تالاب شادگان در خرمشهر به سمت شمال تا اهواز از طریق کارون و ادامه تا دزفول و اندیمشک از طریق رود دز و سد دز به رودخانهٔ سزار تا شهر سپیدشت لرستان و ادامه رو به سمت دورود و در دشت سیلاخور از طریق رودخانهٔ گلرود ادامه پیدا می‌کند به سوی بروجرد و از بروجرد به سمت نهاوند با عبور از دشت سیلاخور بالا در نهاوند، کنگاور، اسداباد به سمت بخش چهادولی قروه و از طریق رودخانهٔ قزل اوزن به ماهنشان، میانه، خلخال، آب بر و دلتای طارم و سد سفیدرود (سد منجیل) از ادامه روسفید به شهرهای آستانه اشرفیه و بندر انزلی، دریای خزر. این مسیر مانند مسیر پیشین دارای دو منطقهٔ کوهستانی است و حجم کمتری برخوردار است.
درازای آبراه میان ۱٬۴۶۵ کیلومتر تا ۱٬۶۰۰ کیلومتر برآورده شده است. در درازای مسیر باید کانالی به ژرفای ۵۰۰ متر حفر شود و از آنجایی که سطح دریای خزر نزدیک به ۲۸ متر از سطح دریای آزاد پائینتر است، در بخش کوچکی از مسیر در شمال ایران از الگوی کانال پاناما استفاده شده و تالاب‌هایی ساخته خواهد شد تا از سرازیر شدن آب دریای آزاد به دریای خزر جلوگیری به عمل آید. در همین ناحیه می‌توان با نصب توربین، برق سراسر آبراه را تأمین نمود. پهنای آبراه در پائین ۲۵۰ متر و در سطح زمین ۱٬۰۰۰ متر پیش‌بینی می‌شود تا بتواند رفت‌وآمد دو سویه کشتی‌های بزرگ از جمله نفتکش‌ها را امکان‌پذیر سازد.

## ایجاد دریاچه در فلات مرکزی ایران
به دلیل بارندگی‌های زیاد طی دو سال ۹۸ و ۹۹ چندین دریاچه در فلات مرکزی ایران ایجاد شده است (مانند مورد دریاچه جوان شهداد). در طرح ایران‌رود نیز احتمال تشکیل دریاچه در مناطق پست کویری پیش‌بینی شده است.

## تحقق با بندرهای خشک و کانالهای ریلی
برخی منتقدان این طرح، این نکته را ذکر می‌کنند که بخش مهمی از منافع اقتصادی (و نه زیست‌محیطی) این طرح را می‌توان با توسعه بیش از پیش زیرساختهای ریلی کشور (خصوصا کریدورهای شمال-جنوب و شرق-غرب) و ایجاد مجموعه ای از بندرهای خشک در خشکی (دارای زیرساختهای ترانزیتی، انبار و گمرکی) فراهم آورد.